# The City of Light / Tokyo Town Pages
『The City of Light / Tokyo Town Pages』（ザ・シティ・オブ・ライト / トウキョウ・タウン・ページズ）はHASYMO（ハシモ）の2作目のシングル。2008年8月6日にcommmonsより発売された。

## 音楽性
前作『RESCUE』から約1年ぶりとなる、HASYMOのセカンド・シングル。
打ち込み主体によるサウンドを展開した前作に対し、それぞれの曲で「都市の光と影」を映し出した今作は、高橋幸宏のドラム、細野晴臣のベース、坂本龍一のピアノを軸とした生楽器の演奏が主体となっている。ミックスは坂本が担当した。
2008年6月15日のロンドン公演にて初披露された。また、「HASYMO “The City of Light / Tokyo Town Pages” Music Video コンテスト」も開催され、「HASYMO賞」受賞者のミュージックビデオを公開した。

### The City of Light
TBSのニュース番組『NEWS23』（2008年4月～2009年3月）のテーマソングに使われた。

### Tokyo Town Pages
2008年8月公開の日韓独仏4カ国の合作映画「TOKYO!」のエンディングテーマに使用され、各曲のアンビエントバージョンも収録されている。
本作と同時発売された『映画「TOKYO!」サウンドトラック』にも収録されている。映画ナビゲートでサブテキストDVDの「PIECES OF TOKYO!」ではレコーディング風景の映像を楽曲とともに見ることができるが、HASYMOとして生音に近いのは映画のエンドロールで流れるVer.である。
従ってこの曲は映画のエンドロールVer.、 「PIECES OF TOKYO！」Ver.、サントラVer.、シングルVer.の4種が存在するが、2011年リリースのメンバー合議のベスト盤「YMO」にリマスタリングをされて収録されている。
又、この曲への各メンバーの制作コメントは「TOKYO! TRILOGY COMPLETE BOOK of TOKYO!」に記述されている。

## 収録曲
1. The City of Light
  - 作詞：Yukihiro Takahashi, Kyoko Amatatsu, Ryuichi Sakamoto
  - 作曲：Ryuichi Sakamoto, Yukihiro Takahashi, Haruomi Hosono
2. Tokyo Town Pages
  - 作曲：Ryuichi Sakamoto, Yukihiro Takahashi, Haruomi Hosono
3. The City of Light-Ambient
4. Tokyo Town Pages-Ambient

## 参加ミュージシャン
- クリスチャン・フェネス - ギター（Tokyo Town Pages）
- 権藤知彦 - コンピュータープログラミング

## スタッフ
- Produced＆Performed - HASYMO
- Mixed - 坂本龍一
- Engeneer&Noise of Tokyo Recorded - 飯尾芳史
- Assistant Engeneer - 中内茂治（音響ハウス）
- Equip Coordination - 土屋真信（オフィス・インテンツィオ）
- Mastered - 宮本”MT”茂男
- Exective Producer - 細野晴臣、佐藤雅和（ヒンツ・ミュージック）、空里香（Kab・Kab America）